# Mis raíces (programa de televisión)
Mis raíces es un programa de televisión español del género entrevistas presentado por Isabel Jiménez y emitido en Cuatro. El programa se estrenó el 17 de julio de 2025 en la franja de prime time en la temporada estival. Blanca Romero fue la primera invitada del programa completando así la primera temporada junto a Dulceida, Carlos Cuerpo, Andrés Iniesta, Marta Sánchez, Vanesa Martín, Ana Peleteiro y Palomo Spain.

## Formato
Isabel Jiménez, presentadora de Informativos Telecinco, conduce el programa de entrevistas, en el que muestra su faceta más cercana, empática y emocional y se adentrara en el mundo más personal de cada invitado recorriendo su vida desde su infancia hasta la actualidad.
Conocer en profundidad a las personas que habitan detrás de una imagen pública pasa por saber de dónde vienen, compartir impresiones con las personas con las que crecieron y ahondar en los sueños de niñez y motivaciones que las han conducido a su presente a vivir como viven en la actualidad. 
Este nuevo formato prescinde de decorados para mostrar los escenarios reales vinculados al entorno vital de cada personaje, con una estética cinematográfica y naturalista. De esta manera, cada entrega ofrece un retrato íntimo construido a través de conversaciones con los protagonistas, sus familiares y amigos, dando lugar a momentos de gran autenticidad, cargados de emoción, verdad y sentido del humor.

## Equipo
| Presentadora   | Logo de Cuatro | Logo de Cuatro |
| Presentadora   | 2025           |                |
| -------------- | -------------- | -------------- |
| Isabel Jiménez |                |                |

## Episodios y audiencias
| Temporada | Temporada | Episodios | Estreno             | Final | Audiencia media | Audiencia media | Audiencia media |
| Temporada | Temporada | Episodios | Estreno             | Final | Espectadores    | Share           |                 |
| --------- | --------- | --------- | ------------------- | ----- | --------------- | --------------- | --------------- |
|           | 1         | 8         | 17 de julio de 2025 | TBA   | 405 000*        | 5,3%*           |                 |

### Temporada 1
| Episodio | Invitad@       | Destino                      | Día de emisión | Audiencia      |
| -------- | -------------- | ---------------------------- | -------------- | -------------- |
| 1 (1x01) | Blanca Romero  | Asturias (Villaviciosa)      | 17/07/2025     | 745 000 (8,8%) |
| 2 (1x02) | Marta Sánchez  | Madrid                       | 24/07/2025     | 382 000 (5,0%) |
| 3 (1x03) | Dulceida       | Barcelona                    | 31/07/2025     | 316 000 (4,3%) |
| 4 (1x04) | Palomo Spain   | Córdoba (Posadas)            | 07/08/2025     | 315 000 (4,3%) |
| 5 (1x05) | Carlos Cuerpo  | Badajoz (Valle de la Serena) | 14/08/2025     | 267 000 (4,1%) |
| 6 (1x06) | Andrés Iniesta | Albacete (Fuentealbilla)     | 21/08/2025     |                |
| 7 (1x07) | Ana Peleteiro  | La Coruña                    | 28/08/2025     |                |
| 8 (1x08) | Vanesa Martín  | Málaga                       | 04/09/2025     |                |